# Liste des conseillers administratifs et des maires de Cologny
Cette page présente la liste des conseillers administratifs et des maires de Cologny, commune du canton de Genève (Suisse).
Avant 1980, la commune comptait moins de 3 000 habitants et n'avait donc pas de conseil administratif, mais uniquement un maire et deux adjoints,,.
| Période       | Période     | Identité              | Étiquette       | Qualité                                                                                   |
| ------------- | ----------- | --------------------- | --------------- | ----------------------------------------------------------------------------------------- |
| 1er juin 1983 | 31 mai 1987 | Olivier Gampert       |                 | Maire en 1983-1984 et 1986-1987                                                           |
| 1er juin 1983 | 31 mai 1987 | Pierre Munier         |                 | Maire en 1984-1985                                                                        |
| 1er juin 1983 | 31 mai 1995 | Éric Girardet         | PLS[à vérifier] | Maire en 1985-1986, 1987-1988, 1990-1991, 1991-1992 et 1994-1995 Père de Bernard Girardet |
| 1er juin 1987 | 31 mai 1999 | Georges-André Cuendet | PLS             | Maire en 1988-1989, 1993-1994, 1995-1996 et 1998-1999                                     |
| 1er juin 1987 | 31 mai 1999 | Pierre-Yves Gerber    | Hors Partis     | Maire en 1989-1990, 1992-1993 et 1996-1997                                                |
| 1er juin 1995 | 31 mai 2003 | Jean-Claude Martin    | PLS             | Maire en 1997-1998, 1999-2000 et 2002-2003                                                |
| 1er juin 1999 | 31 mai 2011 | Jean Murith           | PLS puis PLR    | Maire en 2000-2001, 2003-2004, 2006-2007 et 2009-2010                                     |
| 1er juin 1999 | 31 mai 2011 | Roger Meylan          | Hors Partis     | Maire en 2001-2002, 2005-2006 et 2008-2009                                                |
| 1er juin 2003 | 31 mai 2015 | Pierre-Yves Vallon    | PLS puis PLR    | Maire en 2004-2005, 2007-2008, 2010-2011 et 2011-2012                                     |
| 1er juin 2011 | 31 mai 2020 | Cristina Juge         | Hors Partis     | Maire en 2013-2014 et 2018-2019 Première femme maire de la commune                        |
| 1er juin 2011 | en cours    | Bernard Girardet      | PLR             | Maire en 2012-2013, 2014-2015, 2015-2016 et 2019-2020 Fils d'Éric Girardet                |
| 1er juin 2015 | en cours    | Catherine Pahnke      | PLR             | Maire en 2016-2017, 2017-2018, 2020-2021 et depuis le 1er juin 2023                       |
| 1er juin 2020 | en cours    | Pascal Hornung        | Hors Partis     |                                                                                           |

| Période       | Période     | Identité           | Étiquette | Qualité |
| ------------- | ----------- | ------------------ | --------- | --- |
| 1800          | 1825        | Horace Boissier    |           | |
| 1825          | 1834        | Charles Turrettini |           | |
| 1834          | 1844        | Adolphe Boissier   |           | |
| 1844          | 1847        | Charles Turretini  |           | |
| 1847          | 1862        | Auguste Turretini  |           | |
| 1862          | 1878        | Emile Gautier      |           | |
| 1878          | 1879        | Gustave Ador       | PLS       | Conseiller fédéral de 1917 à 1919 et président de la Confédération en 1919 Conseiller national de 1889 à 1902 et de 1902 à 1917 et président de 1901 et 1902; Conseiller aux États 1878 à 1880 Conseiller d'État du canton de Genève de 1885 à 1907 |
| 1879          | 1882        | Jules Boissier     |           | |
| 1882          | 1885        | Gustave Ador       | PLS       | |
| 1885          | 1899        | Emile Boissier     |           | |
| 1899          | 1910        | Edmond Chenevière  |           | |
| 1910          | 1918        | Gustave Boissier   |           | |
| 1918          | 1927        | Edouard Bordier    |           | |
| 1927          | 1945        | Paul Naville       |           | |
| 1945          | 1951        | Gabriel Chauvet    |           | |
| 1er juin 1951 | 31 mai 1963 | William Herren     |           | |
| 1er juin 1963 | 31 mai 1975 | Emile Gampert      |           | |
| 1er juin 1975 | 31 mai 1983 | Jean-Pierre Vallon |           | |